# John Berg
John Marcus Berg, né en 1970, est un prêtre catholique américain, actuel supérieur général de la Fraternité sacerdotale Saint-Pierre, qui comprend, en 2015, 253 prêtres dans plusieurs pays du monde, surtout en France, aux États-Unis, en Allemagne et en Autriche, ainsi qu'en Australie et en Afrique.

## Biographie
John Berg naît dans une famille catholique du Minnesota. Il étudie la philosophie au Thomas Aquinas College en Californie de 1989 à 1993, où il discerne sa vocation de prêtre. Il intègre en 1994 le séminaire de la fraternité sacerdotale Saint-Pierre à Wigratzbad en Souabe. Il y étudie deux ans, puis obtient en 1999 sa licence en théologie dogmatique de l'université pontificale de la Sainte-Croix à Rome.
Auparavant, il est ordonné prêtre par James Timlin, évêque de Scranton, le 6 septembre 1997. Il travaille ensuite dans la pastorale paroissiale et comme professeur de séminaire.  Il parle anglais, français et italien couramment.[réf. nécessaire] Jusqu'à son élection en tant que supérieur général de la fraternité, il est chapelain de la communauté de rite tridentin de Sacramento en Californie. Il est élu comme troisième supérieur général de la fraternité, le 7 juillet 2006, et réélu en juillet 2012. Le nombre de mandats de supérieur étant limités à deux, l'abbé Andrzej Komorowski, auparavant assistant du Supérieur Général depuis 2012, est élu nouveau Supérieur Général de la Fraternité sacerdotale Saint-Pierre le 9 juillet 2018, au chapitre général qui eut lieu au séminaire Our Lady of Guadalupe de Denton aux États-Unis. Depuis lors, John Berg est curé de l'église Sainte-Marie de Providence, en Nouvelle-Angleterre.
Le 11 juillet 2024, il succède à Andrzej Komorowski comme supérieur général.

## Source
- (en) Cet article est partiellement ou en totalité issu de l’article de Wikipédia en anglais intitulé « John Berg » (voir la liste des auteurs).